# Paudalho
Paudalho est une municipalité brésilienne située dans l'État du Pernambouc.